# 叶绍章
叶绍章（？—？），连平人，是一名清朝政治人物。贡生出身。
叶绍章曾于光绪十四年（1888年）接替唐赞衮任邵武府知府一职，光绪十五年（1889年）由恒龄接任。